# Divulje
Divulje so naselje na Hrvaškem, ki upravno spada pod mesto Trogir; le-ta pa spada pod Splitsko-dalmatinsko županijo.
Divulje ležijo v srednji Dalmaciji, na obali Kaštelanskega zaliva, med Trogirom na zahodu in Kaštel Štafilićem na zahodu. S sanacijo okoliškega močvirnega zemljišča so bili ustvarjeni pogoji za razvoj oljkarstva, sadjarstva in vinogradništva. V bližini naselja leži Letališče Split, tri kilometre zahodno pa zgodovinsko naselje Bijaći  (tudi Bijaća in Bihaći), v antiki naselje rimskih veteranov ''Siculi. Pri arheoloških izkopavanjih so na koti 63 mnm odkrili ostanke srednjeveške cerkvice sv. Marte in drugih srednjeveških zgradb. Cerkvica, ki je bila po odkritju obnovljena se omenja v zapisih hrvaških knezov že v 9. stoletju.

## Demografija
| Pregled števila prebivalcev po letih | Pregled števila prebivalcev po letih | Pregled števila prebivalcev po letih | Pregled števila prebivalcev po letih | Pregled števila prebivalcev po letih | Pregled števila prebivalcev po letih | Pregled števila prebivalcev po letih | Pregled števila prebivalcev po letih | Pregled števila prebivalcev po letih | Pregled števila prebivalcev po letih | Pregled števila prebivalcev po letih | Pregled števila prebivalcev po letih | Pregled števila prebivalcev po letih | Pregled števila prebivalcev po letih | Pregled števila prebivalcev po letih |
| ------------------------------------ | ------------------------------------ | ------------------------------------ | ------------------------------------ | ------------------------------------ | ------------------------------------ | ------------------------------------ | ------------------------------------ | ------------------------------------ | ------------------------------------ | ------------------------------------ | ------------------------------------ | ------------------------------------ | ------------------------------------ | ------------------------------------ |
| 1857                                 | 1869                                 | 1880                                 | 1890                                 | 1900                                 | 1910                                 | 1921                                 | 1931                                 | 1948                                 | 1953                                 | 1961                                 | 1971                                 | 1981                                 | 1991                                 | 2001                                 |
| 0                                    | 0                                    | 0                                    | 0                                    | 0                                    | 0                                    | 0                                    | 0                                    | 36                                   | 552                                  | 361                                  | 36                                   | 58                                   | 32                                   | 37                                   |